# Volta Redonda
Volta Redonda – miasto w południowo-wschodniej Brazylii, w stanie Rio de Janeiro, nad rzeką Paraíba, przy linii kolejowej Rio de Janeiro-São Paulo. Około 275 tys. mieszkańców.
W mieście rozwinął się przemysł chemiczny, metalowy, maszynowy oraz cementowy.
W mieście ma siedzibę klub piłkarski Volta Redonda FC.